# Escudo del Valle del Cauca
El Escudo del Valle del Cauca es el principal emblema y uno de los símbolos oficiales del departamento colombiano del Valle del Cauca. Fue diseñado por el artista Raúl Silva Holguín y oficializado por la Ordenanza 146 el 31 de diciembre de 1960.

## Blasonado
Escudo de forma francesa, cuya proporción es de seis de longitud por cinco de latitud, partido en barra. Cuartel superior derecho: un valle en sinople con su río, montañas en azul al fondo, dos palmas y cinco ciudades de oro. Cuartel inferior izquierdo: un puerto de mar, Buenaventura, con su bahía, el muelle, la carretera Simón Bolívar, y el panorama flotante de Anchicayá; en alta mar, uno de los trasatlánticos de la Flota Nacional. Adornando el escudo, a la diestra la bandera de las Ciudades Confederadas en 1811, cuyos esmaltes son azul celeste y blanco en fajas horizontales de igual ancho, orlada de plata; a la siniestra, un haz de caña de azúcar y ramo de cafeto. Timbrando el escudo, el sol; y superado en listel en gules sobre el cual va en letras de oro, la divisa “3 DE JULIO DE 1810 - 1 DE MAYO DE 1910”.

## Diseño y significado de los elementos
El escudo tiene forma francesa, cuya proporción es de seis dimensiones de longitud por cinco de latitud. Su forma sirve de homenaje a la Francia revolucionaria del siglo XVIII que contribuyó a la independencia de la República. Su campo, partido en barra, se divide en dos cuarteles que son caracterizados de la siguiente manera:
- Cuartel superior derecho: se encuentra un valle en sinople con su río, montañas en azul al fondo, dos palmas y cinco ciudades en oro. Según el decreto el valle debe distinguirse en el escudo. El río referido es el Cauca el cual recorre todo el valle, las palmeras significan el clima tropical y las cinco ciudades de oro hacen en homenaje a las Ciudades Confederadas del Valle del Cauca.

- Cuartel inferior izquierdo: en él se ubican el puerto de mar de Buenaventura, con su bahía, su muelle y el panorama flotante de Anchicayá. En el mar, un buque de la Flota Nacional.

Como soportes al escudo se encuentra a la derecha la Bandera de las Ciudades Confederadas, adoptada en 1811, cuyos colores son azul celeste y blanco en franjas horizontales de igual ancho. A la izquierda se ubica un haz de caña de azúcar y un ramo de cafeto conmemorando las mayores riquezas encontradas en el suelo del departamento.
En la parte superior del escudo se encuentra el sol que significa unidad, gracia, abundancia y riqueza, siendo a la vez un símbolo de libertad y de benevolencia. Y una cinta ondeante en la cual se encuentra escrita con letras de oro “3 de julio de 1810 — 1 de mayo de 1910” como referencia a las fechas en las que se dieron el grito de independencia dado en la ciudad de Cali y la creación del departamento.